# Степове (Покровський район)
Степове́ (до 19.05.2016 — Петрі́вське) — селище Очеретинської селищної громади Покровського району Донецької області, в Україні. Населення становить 62 особи. Наприкінці лютого 2024 окуповане військами ЗСРФ.
Історична і сучасна неофіційна назва селища — Галушки.

## Загальні відомості
Відстань до райцентру становить близько 21 км і проходить автошляхом місцевого значення. На сході селища знаходиться зупинний пункт 437 км залізничної лінії Очеретине — Авдіївка.
Землі селища межують із північними околицями м. Авдіївка Донецької області, а саме з Авдіївським коксохімом.

## Населення
За даними перепису 2001 року населення селища становило 62 особи, з них 35,48 % зазначили рідною мову українську та 64,52 %— російську.